# Nevada County (Californië)
Nevada County is een van de 58 county's in de Amerikaanse deelstaat Californië. Ze ligt in het oosten van de staat, in het noordelijke deel van het Sierra Nevada-gebergte, ten noorden van Lake Tahoe. Zoals Placer County in het zuiden is Nevada County een smalle, langgerekte strook die van de Central Valley in het westen tot aan de grens met buurstaat Nevada in het oosten reikt.
In 2010 woonden er 98.764 mensen in Nevada County. De hoofdplaats is Nevada City in het westen van de county.

## Geografie
De county heeft een totale oppervlakte van 2.524 km², waarvan 40 km² water is.

### Aangrenzende county's
- Placer County - zuiden
- Yuba County - westen
- Sierra County - noorden
- Washoe County in Nevada - oosten

### Steden en dorpen
- Alta Sierra
- Grass Valley
- Lake of the Pines
- Lake Wildwood
- Nevada City
- Penn Valley
- Truckee
- Washington

## Demografie
In 2010 telde het United States Census Bureau 98.764 inwoners. De etnische samenstelling was als volgt: 91,4% blank, 1,2% Aziatisch, 1,1% indiaans, 0,4% Afro-Amerikaans en 0,1% afkomstig van de eilanden in de Stille Oceaan. Daarnaast gaf 3,2% van de bevolking aan tot twee of meer rassen te behoren, terwijl 2,7% zichzelf tot een ander dan de bovengenoemde groepen rekende. Als aandeel van de totale bevolking identificeerde 8,5% zich bovendien als Hispanic of Latino. In 2000 was dat nog 5,7%. Eveneens volgens tellingen uit 2000, had 16,4% Duitse roots en 16,3% Engelse, gevolgd door Iers, Italiaans en 'Amerikaans'. Naast het Engels was Spaans de meest gesproken taal (4,2%).
Gegevens uit 2000 geven verder aan dat, qua inkomen, de mediaan voor een huishouden 45.864 dollar bedroeg, tegenover 52.697 voor een gezin. Het per capita inkomen bedroeg 24.007 dollar in Nevada County. Iets meer dan 8% van de bevolking leefde onder de armoedegrens.